# نادي شباب الوطن
نادي شباب الوطن الرياضي (بالإنجليزية: Shabab Al-Watan SC)‏ هو فريق كرة قدم عراقي مقره في بغداد، يلعب في الدوري العراقي الدرجة الثالثة.

## التاريخ الإداري
- وليد خالد

## أنظر أيضا
- الدوري العراقي الدرجة الثالثة 2021-22

## روابط خارجية
- نادي شباب الوطن على Goalzz.com
- العراق - تمور التأسيس